# Gromada Łupowo
Gromada Łupowo war eine Verwaltungseinheit in der Volksrepublik Polen zwischen 1954 und 1972. Verwaltet wurde die Gromada vom Gromadzka Rada Narodowa, dessen Sitz sich in Łupowo befand und aus 16 Mitgliedern bestand.

Die Gromada Łupowo gehörte zum Powiat Gorzowski in der Woiwodschaft Zielona Góra und bestand aus den ehemaligen Gromadas Łupowo, Jenin und Racław der aufgelösten Gmina Bogdaniec.

Zum 1. Januar 1958 wurde die aufgelöste Gromada Lubczyno in die Gromada Łupowo eingegliedert. Zum 31. Dezember 1961 wurden die Dörfer Wieprzyce, Jeże und Jeżyki der aufgelösten Gromada Wieprzyce angegliedert gleichzeitig wurden Teile des Dorfes Wieprzyce und der Stadt- und Stadtkreises Gorzów Wielkopolski angegliedert.

Die Gromada wurde zum 31. Dezember 1972 aufgelöst.